# NGC 1203
NGC 1203 je galaksija u zviježđu Eridan.

## Vanjske poveznice
- SEDS: NGC 1203